# Metilciclopentano
Il metilciclopentano è un composto organico con la formula chimica CH3C5H9. È un liquido incolore e infiammabile con un debole odore. È un componente della frazione naftenica del petrolio. Di solito si ottiene in miscela con cicloesano. Viene principalmente convertito in riformatori di naftene in benzene. Il nucleo C6 del metilciclopentano non è perfettamente planare e può incresparsi per alleviare lo stress nella sua struttura.

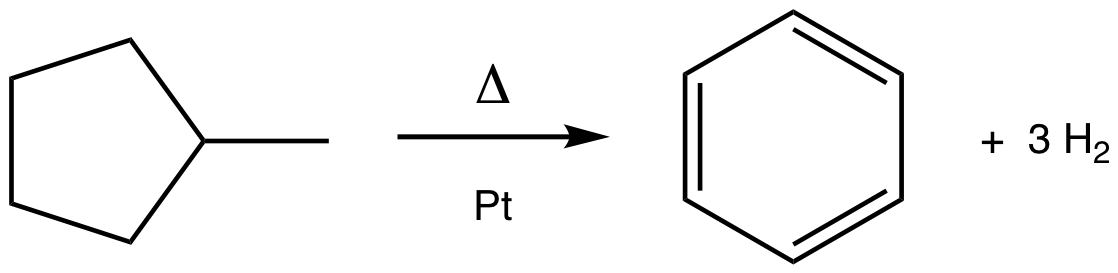
La conversione del metilciclopentano in benzene è una classica reazione di aromatizzazione, in particolare una deidroisomerizzazione. Questo processo catalizzato dal platino (Pt) viene praticato su larga scala nella produzione di benzina dal petrolio.